# Gmina zbiorowa Bruchhausen-Vilsen
Gmina zbiorowa Bruchhausen-Vilsen (niem. Samtgemeinde Bruchhausen-Vilsen) – gmina zbiorowa położona w niemieckim kraju związkowym Dolna Saksonia, w powiecie Diepholz. Siedziba administracji gminy zbiorowej znajduje się w mieście Bruchhausen-Vilsen.

## Podział administracyjny
Do gminy zbiorowej Bruchhausen-Vilsen należą cztery gminy, w tym jedno miasteczko (Flecken):
1. Asendorf
2. Bruchhausen-Vilsen
3. Martfeld
4. Schwarme

1 listopada 2011 gmina Engeln a pięć lat później gmina  Süstedt zostały przyłączone do miasteczka Bruchhausen-Vilsen.